# Cerithiopsis grippi
Cerithiopsis grippi är en snäckart som beskrevs av Bartsch 1917. Cerithiopsis grippi ingår i släktet Cerithiopsis och familjen Cerithiopsidae. Inga underarter finns listade i Catalogue of Life.